# Stobno (województwo kujawsko-pomorskie)
Stobno – (niem. Stobno, od 1942 Stöbben) wieś w Polsce, położona w województwie kujawsko-pomorskim, w powiecie tucholskim, w gminie Tuchola, na Pojezierzu Krajeńskim, nad zachodnim brzegiem jeziora Stobno. 
| SIMC    | Nazwa        | Rodzaj     |
| ------- | ------------ | ---------- |
| 0098915 | Pod Komorzą  | przysiółek |
| 0098909 | Stobno-Borki | przysiółek |
| 0098921 | Tajwan       | osada      |

W skład sołectwa Stobno wchodzą również: Białowieża, Lubierzyn, Pod Komorzą, Stobno-Borki i Tajwan. Według Narodowego Spisu Powszechnego (III 2011 r.) wieś liczyła 518 mieszkańców. Jest czwartą co do wielkości miejscowością gminy Tuchola.
W latach 1975–1998 miejscowość położona była w województwie bydgoskim.

## Historia
Od drugiej połowy października 1906 r. do co najmniej 18 lutego 1907 r. w miejscowej szkole elementarnej odbył się strajk dzieci przeciwko nauczaniu religii w języku niemieckim. Z uczestników strajku znane są nazwiska następujących dzieci: Rozczynialska, Malińscy, Jarczyńscy, Gierszowie, Wagner, Drewkowie, Kuziński. Strajk był elementem znacznie większej akcji biernego oporu wobec pruskich władz szkolnych, która na przełomie 1906 i 1907 r. objęła ponad 460 (!) szkół w prowincji Prusy Zachodnie, czyli przedrozbiorowe Pomorze Gdańskie, Powiśle, ziemię chełmińską i ziemię lubawską oraz część Krajny. Inspiracją dla strajków pomorskich były wcześniejsze działania dzieci w prowincji wielkopolskiej, ze słynnym strajkiem we Wrześni (1901) na czele.